# Iglesia de San Jorge, Chester Road, Hulme
La Iglesia de San Jorge, Chester Road, Hulme, Manchester, es una iglesia de estilo neogótico temprano diseñada por Francis Goodwin, construida entre 1826 y 1828. Fue restaurada en 1884 por JS Crowther. Fue designado edificio catalogado de Grado II* el 3 de octubre de 1974.
La iglesia era una iglesia de comisionados (construida para celebrar la victoria en la batalla de Waterloo) a la que se le asignó una suma de £15.000 para su construcción. El arquitecto Goodwin fue una elección obvia para los arquitectos que ya habían realizado varias iglesias en las Midlands y el Noroeste, así como el original Ayuntamiento de Manchester . Sir Nikolaus Pevsner considera que la inspiración de Goodwin fue St Michael, Cornhill de Nicholas Hawksmoor y que "el conjunto constituye un cuadro animado y memorable". Una nave de seis tramos con "altas ventanas perpendiculares de tres luces" concluye con una alta torre en el extremo oeste y dos altos pináculos en el este. Los pórticos se encuentran en las esquinas noroeste y suroeste.
Según Pevsner, los inspectores de English Heritage que catalogaron el edificio en 1974, sin una inspección interna, afirmaron que el interior "tenía galerías, arcadas perpendiculares y un monumento en la pared al honorable George Berkeley Molyneux (fallecido en 1841), obra de Edward Physick, en forma de un soldado de luto junto a una urna".
La disminución de la población del centro de la ciudad en el período de posguerra, combinada con el creciente aislamiento de la iglesia causado por la construcción de una importante carretera en sus alrededores, llevó al cierre de St George en 1984.  El último rector, el reverendo Derek Seber, trabajó con Brian Redhead para intentar encontrar un uso a largo plazo para el edificio, incluso como museo de Rolls-Royce y como museo del deporte. La transformación en tal sentido fue planificada bajo el Programa Comunitario del gobierno de entonces, que ofrecía capacitación en técnicas de conservación y construcción. Un cambio de política puso fin a esta iniciativa. A esto le siguió una "búsqueda de veinte años de un uso que preservara el interior", resultó infructuoso y el edificio se convirtió en apartamentos en 2000 - 2. El interior ya no se puede leer como un todo".  En 2015, el apartamento que ocupaba la torre de la iglesia estaba a la venta por £1 millón.